# Кроян, Лорис Мушегович
Лорис Мушегович Кроян (10 февраля 1928, Сарухан, Новобаязетский уезд — 19 апреля 1984, Ереван) — советский армянский прозаик, драматург, журналист, редактор, председатель Союза журналистов Армянской ССР, заслуженный деятель культуры Армянской ССР.

## Биография
Родился в 1928 году в селе Сарухан. Член КПСС.
Окончил Ереванский художественно-театральный институт.
В 1951—1960 гг. — литературный сотрудник, корреспондент, редактор, в 1960—1969 гг. — главный редактор республиканской газеты «Авангард».
В 1970—1984 гг. — главный редактор республиканской газеты «Советакан Айастан»
Избирался депутатом Верховного Совета Армянской ССР 8-10-го созывов.
Умер в 1984 году в Ереване.
Дочь — Карине Лорисовна Казинян (Кроян) — филолог, лингвист, чрезвычайный и полномочный посол, государственный деятель.

## Награды
- Орден Трудового Красного Знамени (09.09.1971)
- Орден Дружбы народов (1981)